# تاريخ ط
تاريخ ط (بالإنجليزية:A History Of Pi) هو مؤلف إنجليزي لبيتر بيكمان، يتطرق فيه إلى مدخل إلى مفهوم العدد ط .

## وصلات خارجية
- A History of Pi | Petr Beckmann | Macmillan